# Spermacoce rupicola
Spermacoce rupicola är en måreväxtart som beskrevs av Harwood. Spermacoce rupicola ingår i släktet Spermacoce och familjen måreväxter. Inga underarter finns listade i Catalogue of Life.